# Seznam nagrad in nominacij, ki jih je prejel George Clooney
Članek predstavlja seznam nagrad in nominacij, ki jih je v svoji karieri prejel ameriški igralec, scenarist, režiser in producent George Clooney. Nominiran je bil za osem oskarjev; od tega je prejel le dva, in sicer leta 2005 za najboljšega stranskega igralca za svoj nastop v filmu Siriana in leta 2012 kot producent filma Misija Argo za najboljši film.

## Nagrade

### Prejete
| Leto | Delo                   | Nagrada                                               | Kategorija                                                              |
| ---- | ---------------------- | ----------------------------------------------------- | ----------------------------------------------------------------------- |
| 1995 | Urgenca                | Screen Actors Guild Award                             | Izstopajoči nastop igralske zasedbe v dramski seriji                    |
| 1996 | Urgenca                | Screen Actors Guild Award                             | Izstopajoči nastop igralske zasedbe v dramski seriji                    |
| 1996 | Od zore do mraka       | MTV Movie Award                                       | Najboljši prebojni nastop                                               |
| 1996 | Od zore do mraka       | Saturn Award                                          | Najboljši igralec                                                       |
| 1997 | Urgenca                | Screen Actors Guild Award                             | Izstopajoči nastop igralske zasedbe v dramski seriji                    |
| 1998 | Urgenca                | Screen Actors Guild Award                             | Izstopajoči nastop igralske zasedbe v dramski seriji                    |
| 2000 | Trije kralji           | Blockbuster Entertainment Award                       | Najljubša akcijska skupina (skupaj z Iceom Cubeom in Markom Wahlbergom) |
| 2000 | Kdo je tu nor?         | Zlati globus                                          | Najboljši igralec - Glasbeni film ali komedija                          |
| 2002 | Izpovedi nevarnega uma | National Board of Review Award                        | Nagrada za posebne dosežke                                              |
| 2002 | Izpovedi nevarnega uma | Toronto Film Critics Association Award                | Najboljši filmski prvenec                                               |
| 2005 | Siriana                | Oskar                                                 | Najboljši stranski igralec                                              |
| 2005 | Siriana                | Zlati globus                                          | Najboljši stranski igralec                                              |
| 2005 | Lahko noč in srečno    | AFI Film Award                                        | Film leta                                                               |
| 2005 | Lahko noč in srečno    | Broadcast Film Critics Association Award              | Nagrada svobode                                                         |
| 2005 | Lahko noč in srečno    | Capri Hollywood Award                                 | Film leta                                                               |
| 2005 | Lahko noč in srečno    | Nagrada mednarodnega filmskega festivala v Bratislavi | Najboljši režiser                                                       |
| 2005 | Lahko noč in srečno    | Kansas City Film Critics Circle Award                 | Najboljši izvirni scenarij                                              |
| 2005 | Lahko noč in srečno    | Online Film Critics Society Award                     | Najboljši izvirni scenarij                                              |
| 2005 | Lahko noč in srečno    | Phoenix Film Critics Society Award                    | Najboljši režiser                                                       |
| 2005 | Lahko noč in srečno    | San Francisco Film Critics Circle Award               | Najboljši scenarij                                                      |
| 2005 | Lahko noč in srečno    | Sant Jordi Award                                      | Najboljši tuj film                                                      |
| 2005 | Lahko noč in srečno    | Satellite Award                                       | Najboljši scenarij - Izvirni                                            |
| 2005 | Lahko noč in srečno    | Vancouver Film Critics Circle Award                   | Najboljši režiser                                                       |
| 2005 | Lahko noč in srečno    | Nagrada beneškega filmskega festivala                 | Nagrada FIPRESCI                                                        |
| 2005 | Lahko noč in srečno    | Nagrada beneškega filmskega festivala                 | Zlata Osella - Najboljši izvirni scenarij                               |
| 2005 | Lahko noč in srečno    | Nagrada beneškega filmskega festivala                 | Nagrada za človekove pravice v filmu - Posebna zahvala                  |
| 2005 | Lahko noč in srečno    | Nagrada beneškega filmskega festivala                 | Nagrada Pasinetti                                                       |
| 2005 | Lahko noč in srečno    | Writers Guild of America Award                        | Častna nagrada Paula Selvina                                            |
| 2006 |                        | American Cinematheque Gala Tribute                    | Nagrada za dosežke v ameriških kinematografih                           |
| 2007 | Michael Clayton        | National Board of Review Award                        | Najboljši igralec                                                       |
| 2007 | Michael Clayton        | San Francisco Film Critics Circle Award               | Najboljši igralec                                                       |
| 2007 | Michael Clayton        | Toronto Film Critics Association Award                | Najboljši igralec                                                       |
| 2007 | Michael Clayton        | Washington D.C. Area Film Critics Association Award   | Najboljši igralec                                                       |
| 2007 | Oceanovih 13           | People's Choice Award                                 | Najboljša kombinacija na ekranu (skupaj z Bradom Pittom)                |
| 2007 | Oceanovih 13           | Teen Choice Award                                     | Filmska izbira: Kemija                                                  |
| 2009 | Fantastični gospod Fox | New York Film Critics Circle Award                    | Najboljši igralec                                                       |
| 2009 | V zraku                | Central Ohio Film Critics Association Award           | Igralec leta                                                            |
| 2009 | V zraku                | Central Ohio Film Critics Association Award           | Najboljši igralec                                                       |
| 2009 | V zraku                | Dallas-Fort Worth Film Critics Association Award      | Najboljši igralec                                                       |
| 2009 | V zraku                | Florida Film Critics Circle Award                     | Najboljši igralec                                                       |
| 2009 | V zraku                | Kansas City Film Critics Circle Award                 | Najboljši igralec                                                       |
| 2009 | V zraku                | National Board of Review Award                        | Najboljši igralec                                                       |
| 2009 | V zraku                | New York Film Critics Circle Award                    | Najboljši igralec                                                       |
| 2009 | V zraku                | Phoenix Film Critics Society Award                    | Najboljši igralec                                                       |
| 2009 | V zraku                | Southeastern Film Critics Association Award           | Najboljši igralec                                                       |
| 2009 | V zraku                | Toronto Film Critics Association Award                | Najboljši igralec                                                       |
| 2009 | V zraku                | Washington D.C. Area Film Critics Association Award   | Najboljši igralec                                                       |
| 2011 | Potomci                | Broadcast Film Critics Association Award              | Najboljši igralec                                                       |
| 2011 | Potomci                | Dallas-Fort Worth Film Critics Association Award      | Najboljši igralec                                                       |
| 2011 | Potomci                | Golden Globe Award                                    | Najboljši igralec - Filmska drama                                       |
| 2011 | Potomci                | Nagrada hollywoodskega filmskega festivala            | Najboljši igralec                                                       |
| 2011 | Potomci                | National Board of Review Award                        | Najboljši igralec                                                       |
| 2011 | Potomci                | Oklahoma Film Critics Circle Award                    | Najboljši igralec                                                       |
| 2011 | Potomci                | Southeastern Film Critics Association Award           | Najboljši igralec                                                       |
| 2011 | Potomci                | St. Louis Gateway Film Critics Association Award      | Najboljši igralec                                                       |
| 2011 | Potomci                | Toronto Film Critics Association Award                | Najboljši igralec                                                       |
| 2011 | Potomci                | Washington D.C. Area Film Critics Association Award   | Najboljši igralec                                                       |
| 2011 | Marčeve ide            | Australian Film Institute Award                       | Najboljši scenarij                                                      |
| 2011 | Marčeve ide            | Nagrada beneškega filmskega festivala                 | Brianova nagrada                                                        |
| 2012 | Misija Argo            | Zlati globus                                          | Najboljši film - Drama                                                  |
| 2012 | Misija Argo            | BAFTA Award                                           | Najboljši film                                                          |
| 2012 | Misija Argo            | Oskar                                                 | Najboljši film                                                          |

### Nominacije
| Leto | Delo                   | Nagrada                                               | Kategorija                                                                       |
| ---- | ---------------------- | ----------------------------------------------------- | -------------------------------------------------------------------------------- |
| 1994 | Urgenca                | Screen Actors Guild Award                             | Izstopajoči nastop igralca v dramski seriji                                      |
| 1995 | Urgenca                | Emmy                                                  | Izstopajoči glavni igralec – Dramska serija                                      |
| 1995 | Urgenca                | Zlati globus                                          | Najboljši igralec – Dramska serija                                               |
| 1995 | Urgenca                | Screen Actors Guild Award                             | Izstopajoči nastop igralca v dramski seriji                                      |
| 1996 | Urgenca                | Emmy                                                  | Izstopajoči glavni igralec – Dramska serija                                      |
| 1996 | Urgenca                | Zlati globus                                          | Najboljši igralec – Dramska serija                                               |
| 1996 | Urgenca                | Screen Actors Guild Award                             | Izstopajoči nastop igralca v dramski seriji                                      |
| 1997 | Urgenca                | Zlati globus                                          | Najboljši igralec – Dramska serija                                               |
| 1997 | Batman & Robin         | Zlata malina                                          | Najslabši par na ekranu (skupaj s Chrisom O'Donnellom)                           |
| 1999 | Daleč od oči           | MTV Movie Award                                       | Najboljši poljub (skupaj z Jennifer Lopez)                                       |
| 2000 | Kdo je tu nor?         | American Comedy Award                                 | Najbolj zabaven igralec v glavni vlogi - Film                                    |
| 2000 | Kdo je tu nor?         | Empire Award                                          | Najboljši igralec                                                                |
| 2000 | Kdo je tu nor?         | MTV Movie Award                                       | Najboljša skupina na ekranu (skupaj s Timom Blakeom Nelsonom & Johnom Turturrom) |
| 2000 | Kdo je tu nor?         | Satellite Award                                       | Najboljši igralec – Filmski muzikal ali komedija                                 |
| 2001 | Vihar vseh viharjev    | Blockbuster Entertainment Award                       | Najljubši igralec - Drama                                                        |
| 2002 | Oceanovih 11           | MTV Movie Award                                       | Najboljša garderoba                                                              |
| 2002 | Oceanovih 11           | MTV Movie Award                                       | Najboljša skupina na ekranu (skupaj z ostalo igralsko zasedbo)                   |
| 2002 | Oceanovih 11           | Phoenix Film Critics Society Award                    | Najboljša igralska zasedba                                                       |
| 2002 | Solaris                | Saturn Award                                          | Najboljši igralec                                                                |
| 2003 | Izpovedi nevarnega uma | Berlinski filmski festival                            | Zlati medved                                                                     |
| 2004 | Oceanovih 12           | Broadcast Film Critics Association Award              | Najboljša igralska zasedba                                                       |
| 2005 | Siriana                | BAFTA Award                                           | Najboljši stranski igralec                                                       |
| 2005 | Siriana                | Broadcast Film Critics Association Award              | Najboljši stranski igralec                                                       |
| 2005 | Siriana                | Dallas-Fort Worth Film Critics Association Award      | Najboljši igralec                                                                |
| 2005 | Siriana                | Screen Actors Guild Award                             | Izstopajoči nastop igralca v stranski vlogi                                      |
| 2005 | Siriana                | Southeastern Film Critics Association Award           | Najboljši stranski igralec                                                       |
| 2005 | Lahko noč in srečno    | Oskar                                                 | Najboljša režija                                                                 |
| 2005 | Lahko noč in srečno    | Oskar                                                 | Najboljši scenarij – Izvirni                                                     |
| 2005 | Lahko noč in srečno    | BAFTA Award                                           | Najboljši stranski igralec                                                       |
| 2005 | Lahko noč in srečno    | BAFTA Award                                           | Najboljša režija                                                                 |
| 2005 | Lahko noč in srečno    | BAFTA Award                                           | Najboljši scenarij - Izvirni                                                     |
| 2005 | Lahko noč in srečno    | Bodil Award                                           | Najboljši ameriški film                                                          |
| 2005 | Lahko noč in srečno    | Broadcast Film Critics Association Award              | Najboljši režiser                                                                |
| 2005 | Lahko noč in srečno    | Broadcast Film Critics Association Award              | Najboljši scenarij                                                               |
| 2005 | Lahko noč in srečno    | Central Ohio Film Critics Association Award           | Najboljši scenarij                                                               |
| 2005 | Lahko noč in srečno    | Chicago Film Critics Association Award                | Najboljši režiser                                                                |
| 2005 | Lahko noč in srečno    | Chicago Film Critics Association Award                | Najboljši scenarij                                                               |
| 2005 | Lahko noč in srečno    | Directors Guild of America Award                      | Izstopajoča režija – Film                                                        |
| 2005 | Lahko noč in srečno    | Empire Award                                          | Najboljši režiser                                                                |
| 2005 | Lahko noč in srečno    | Zlati globus                                          | Najboljši režiser                                                                |
| 2005 | Lahko noč in srečno    | Zlati globus                                          | Najboljši scenarij                                                               |
| 2005 | Lahko noč in srečno    | Gotham Award                                          | Najboljša igralska zasedba                                                       |
| 2005 | Lahko noč in srečno    | Independent Spirit Award                              | Najboljši režiser                                                                |
| 2005 | Lahko noč in srečno    | Nagrada mednarodnega filmskega festivala v Bratislavi | Grand Prix                                                                       |
| 2005 | Lahko noč in srečno    | Kansas City Film Critics Circle Award                 | Najboljši izvirni scenarij                                                       |
| 2005 | Lahko noč in srečno    | Online Film Critics Society Award                     | Najboljši režiser                                                                |
| 2005 | Lahko noč in srečno    | Satellite Award                                       | Najboljši režiser                                                                |
| 2005 | Lahko noč in srečno    | Screen Actors Guild Award                             | Izstopajoči nastop igralske zasedbe v filmu                                      |
| 2005 | Lahko noč in srečno    | Southeastern Film Critics Association Award           | Najboljši režiser                                                                |
| 2005 | Lahko noč in srečno    | Southeastern Film Critics Association Award           | Najboljši izvirni scenarij                                                       |
| 2005 | Lahko noč in srečno    | Nagrada beneškega filmskega festivala                 | Zlati lev                                                                        |
| 2005 | Lahko noč in srečno    | Washington D.C. Area Film Critics Association Award   | Najboljši režiser                                                                |
| 2005 | Lahko noč in srečno    | Washington D.C. Area Film Critics Association Award   | Najboljši izvirni scenarij                                                       |
| 2005 | Lahko noč in srečno    | Writers Guild of America Award                        | Najboljši izvirni scenarij                                                       |
| 2007 | Michael Clayton        | Academy Award                                         | Najboljši igralec                                                                |
| 2007 | Michael Clayton        | BAFTA Award                                           | Najboljši igralec                                                                |
| 2007 | Michael Clayton        | Broadcast Film Critics Association Award              | Najboljši igralec                                                                |
| 2007 | Michael Clayton        | Chicago Film Critics Association Award                | Najboljši igralec                                                                |
| 2007 | Michael Clayton        | Dallas-Fort Worth Film Critics Association Award      | Najboljši igralec                                                                |
| 2007 | Michael Clayton        | Zlati globus                                          | Najboljši igralec - Filmska drama                                                |
| 2007 | Michael Clayton        | London Film Critics Circle Award                      | Igralec leta                                                                     |
| 2007 | Michael Clayton        | Online Film Critics Society Award                     | Najboljši igralec                                                                |
| 2007 | Michael Clayton        | Screen Actors Guild Award                             | Izstopajoči nastop igralca v glavni vlogi                                        |
| 2007 | Michael Clayton        | Southeastern Film Critics Association Award           | Najboljši igralec                                                                |
| 2009 | V zraku                | Oskar                                                 | Najboljši igralec                                                                |
| 2009 | V zraku                | BAFTA Award                                           | Najboljši igralec                                                                |
| 2009 | V zraku                | San Diego Film Critics Society Award                  | Najboljši igralec                                                                |
| 2009 | V zraku                | Broadcast Film Critics Association Award              | Najboljši igralec                                                                |
| 2009 | V zraku                | Central Ohio Film Critics Association Award           | Najboljša igralska zasedba                                                       |
| 2009 | V zraku                | Zlati globus                                          | Najboljši igralec – Filmska drama                                                |
| 2009 | V zraku                | London Film Critics Circle Award                      | Igralec leta                                                                     |
| 2009 | V zraku                | Online Film Critics Society Award                     | Najboljši igralec                                                                |
| 2009 | V zraku                | Satellite Award                                       | Najboljši igralec - Muzikal ali komedija                                         |
| 2009 | V zraku                | Screen Actors Guild Award                             | Izstopajoči nastop igralca v glavni vlogi                                        |
| 2009 | V zraku                | Washington D.C. Area Film Critics Association Award   | Najboljša igralska zasedba                                                       |
| 2011 | Američan               | Saturn Award                                          | Najboljši igralec                                                                |
| 2011 | Potomci                | Oskar                                                 | Najboljši igralec                                                                |
| 2011 | Potomci                | BAFTA Award                                           | Najboljši igralec                                                                |
| 2011 | Potomci                | Broadcast Film Critics Association Award              | Najboljša igralska zasedba                                                       |
| 2011 | Potomci                | Central Ohio Film Critics Association Award           | Najboljši igralec                                                                |
| 2011 | Potomci                | Central Ohio Film Critics Association Award           | Najboljša igralska zasedba                                                       |
| 2011 | Potomci                | Detroit Film Critics Society Award                    | Najboljši igralec                                                                |
| 2011 | Potomci                | Gotham Award                                          | Najboljša igralska zasedba                                                       |
| 2011 | Potomci                | Houston Film Critics Society Award                    | Najboljši nastop igralca v glavni vlogi                                          |
| 2011 | Potomci                | London Film Critics Circle Award                      | Igralec leta                                                                     |
| 2011 | Potomci                | Online Film Critics Society Award                     | Najboljši igralec                                                                |
| 2011 | Potomci                | Phoenix Film Critics Society Award                    | Najboljši igralec                                                                |
| 2011 | Potomci                | San Diego Film Critics Society Award                  | Najboljši igralec                                                                |
| 2011 | Potomci                | Satellite Award                                       | Najboljši igralec - Filmska drama                                                |
| 2011 | Potomci                | Screen Actors Guild Award                             | Izstopajoči nastop igralca v glavni vlogi                                        |
| 2011 | Potomci                | Screen Actors Guild Award                             | Izstopajoči nastop igralske zasedbe v filmu                                      |
| 2011 | Potomci                | Southeastern Film Critics Association Award           | Najboljša igralska zasedba                                                       |
| 2011 | Marčeve ide            | Oskar                                                 | Najboljši prirejeni scenarij                                                     |
| 2011 | Marčeve ide            | AACTA International Award                             | Najboljši mednarodni igralec                                                     |
| 2011 | Marčeve ide            | AACTA International Award                             | Najboljši mednarodni film                                                        |
| 2011 | Marčeve ide            | BAFTA Award                                           | Najboljši scenarij - Prirejeni                                                   |
| 2011 | Marčeve ide            | Broadcast Film Critics Association Award              | Najboljša igralska zasedba                                                       |
| 2011 | Marčeve ide            | Central Ohio Film Critics Association Award           | Igralec leta                                                                     |
| 2011 | Marčeve ide            | Central Ohio Film Critics Association Award           | Najboljša igralska zasedba                                                       |
| 2011 | Marčeve ide            | Central Ohio Film Critics Association Award           | Najboljši scenarij - Prirejeni                                                   |
| 2011 | Marčeve ide            | Zlati globus                                          | Najboljši režiser                                                                |
| 2011 | Marčeve ide            | Zlati globus                                          | Najboljši scenarij                                                               |
| 2012 |                        | People's Choice Award                                 | Najljubša filmska ikona                                                          |
| 2012 | Misija Argo            | AACTA International Award                             | Najboljši film – Mednarodni                                                      |